# Ramaria aurantiiramosa
Espèce
Synonymes
- Ramaria botrytis var. aurantiiramosa Marr & D.E.Stuntz, 1974 (basionyme)[1]

Ramaria aurantiiramosa est une espèce de champignons de la famille des Clavariaceae.